# Przyłuki (obwód brzeski)
Przyłuki (biał. Прылукі) – dawniej wieś na Białorusi, położona w obwodzie brzeskim w rejonie brzeskim w sielsowiecie Znamienka. 
Znajdują się tu drewniana parafialna cerkiew prawosławna pw. Opieki Matki Bożej z 1870 roku oraz dwa przystanki kolejowe: Wierasy i Przyłuki, położone na linii Brześć - Tomaszówka.

## Historia
Wieś królewska położona była w końcu XVIII wieku w ekonomii brzeskiej w powiecie brzeskolitewskim województwa brzeskolitewskiego. 